# Du Li
Du Li (n. 5 martie 1982, Yiyuan County⁠(d), Shandong, Republica Populară Chineză) este o trăgătoare de tir ce a reprezentat Republica Populară Chineză, medaliată olimpică. A participat la 4 ediții ale Jocurilor Olimpice (2004, 2008, 2012, 2016) în care a câștigat două medalii de aur și o medalie de argint.